# 小行星2086
小行星2086（2086 Newell）是一颗围绕太阳公转的小行星。1966年1月20日，印第安纳大学在摩根县发现了此天体。
該小行星以美國數學家小霍默·E·紐維爾命名。
这颗小行星的绝对星等为295.89371等。